# حفر قطران لابريا

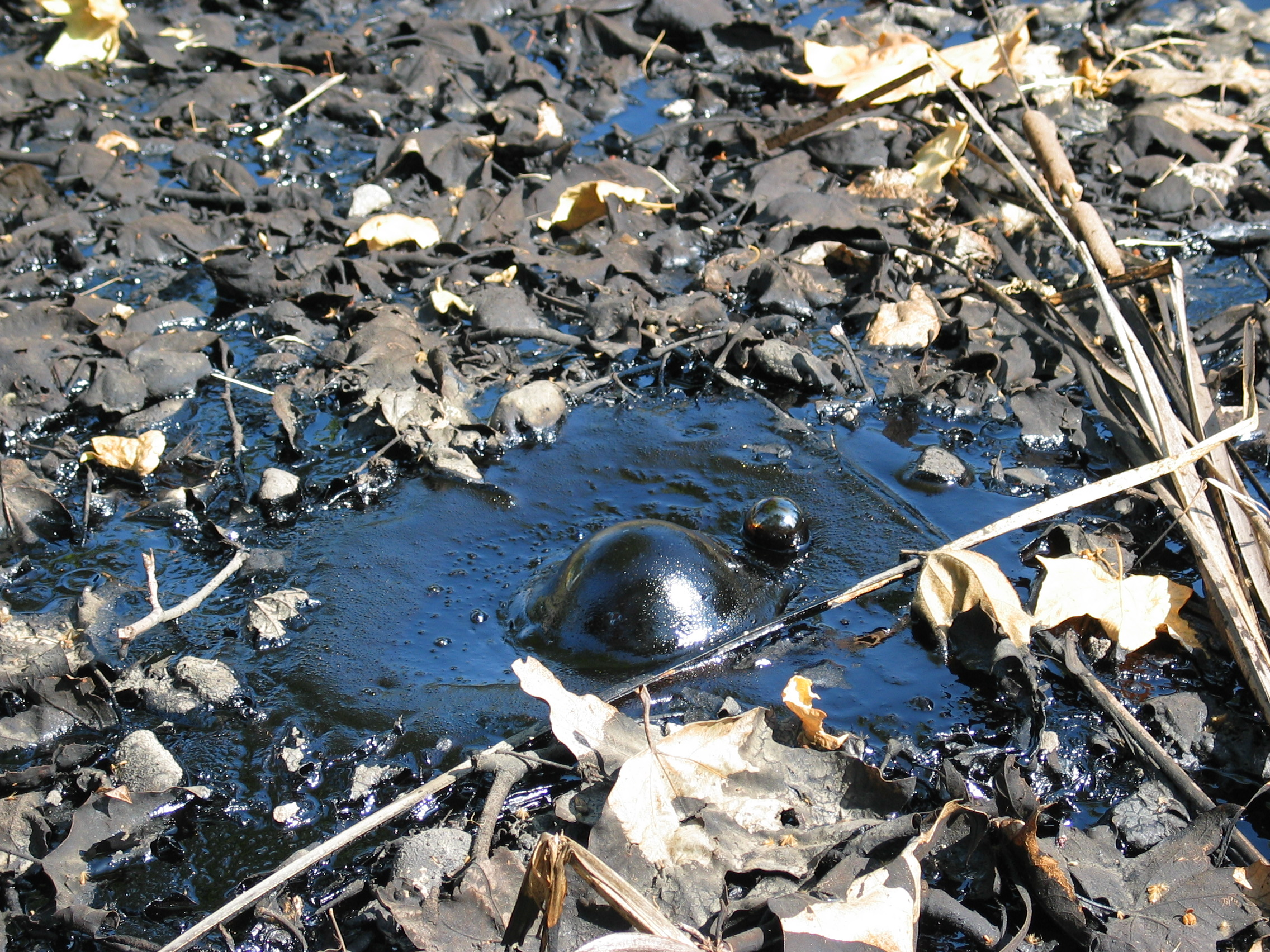
فقاعة غاز تظهر ببطء في حفر قطران لابريا

حفر قطران لابريا (بالإنجليزية: La Brea Tar Pits)‏ هي مجموعة من حفر القطران تكونت حول هانكوك بارك [الإنجليزية] في لوس أنجلوس، حيث ترسب الأسفلت الطبيعي من داخل الأرض في هذه المنطقة لعشرات الآلاف من السنين، القطران غالبًا ما يغطى بالغبار وأوراق الأشجار أو الماء، وعلى مدى قرون عديدة حفظت عظام الحيوانات التي حصرت في القطران، وقد تكرس متحف چورچ سي بيچ للبحث في حفر القطران وعرض عينات من الحيوانات التي نفقت هناك، حفر قطران لابريا سجلت في National Natural Landmark [الإنجليزية].